# Periga parvibulbacea
Periga parvibulbacea är en fjärilsart som beskrevs av Lemaire 1971. Periga parvibulbacea ingår i släktet Periga och familjen påfågelsspinnare. Inga underarter finns listade i Catalogue of Life.